# Abigail Shrier
Pour les articles homonymes, voir Shrier.
Abigail Krauser Shrier est journaliste pour le Wall Street Journal et auteur de Irreversible Damage: The Transgender Craze Seducing Our Daughters, livre critiqué par certains pour ses opinions  sur les questions transgenres.

## Enfance et études
Shrier est la fille de Peter B. Krauser et de Sherrie L. Krauser, tous deux juges dans l'État du Maryland, aux États-Unis. Elle est diplômée du Columbia College New York (AB Philosophy et Kellett Fellowship), de l'Université d'Oxford (B.Phil.) et de la Yale Law School, où elle était boursière Coker,.

## Carrière
Shrier est journaliste et chroniqueuse pour le Wall Street Journal.
Elle est surtout connue pour être l'auteur du livre Irreversible Damage: The Transgender Craze Seducing Our Daughters,, publié par Regnery Publishing en 2020. Shrier décrit les médias sociaux comme jouant un rôle influent dans les décisions de certaines filles de devenir transgenres.  Le livre soutient l'hypothèse,, de la dysphorie de genre à médiation sociale,,:ch 2.
Shrier avait déjà critiqué l'emploi coercitif du « They singulier », l'assimilant à une atteinte à la liberté d'opinion , et est accusée de transphobie dans un article de Matt Tracy, le rédacteur en chef de Gay City News.
En juillet 2020, Shrier apparait dans Joe Rogan Experience. Son livre est critiqué par certains pour ses vues sur les questions transgenres et d'autres commentateurs comme sujet à une campagne de censure[pas clair]. En revanche, un lecteur érige un panneau d'affichage à Los Angeles pour soutenir les idées du livre. Il a d'abord été retiré, puis rétabli par l'éditeur Target. Son livre est également critiqué par le psychiatre Jack Turban pour avoir mal interprété et omis des preuves scientifiques à l'appui de ses affirmations.
À l'inverse, The Economist décrit le livre comme « la première étude poussée sur un phénomène fascinant » mais a également noté qu'« il a été largement ignoré », et l'a sélectionné dans sa liste des livres l'année  (Economist Book of the Year). Il a également été choisi parmi les meilleurs livres du Times en 2021 (Times of London Best Book of 2021) pour sa publication au Royaume-Uni. Pour Le Figaro, Dommages irréversibles est « un saisissant essai jamais idéologique mais purement factuel », Abigail Shrier montrant comment des adolescentes américaines décident de changer de sexe sous l’influence d’internet.

## Publications
- Irreversible Damage: The Transgender Craze Seducing Our Daughters, Regnery Publishing, 2020 ; trad. fr.: Dommages irréversibles, Cherche Midi, 2022, 416 pages,  (ISBN 978-2749172170)